# 黄喉

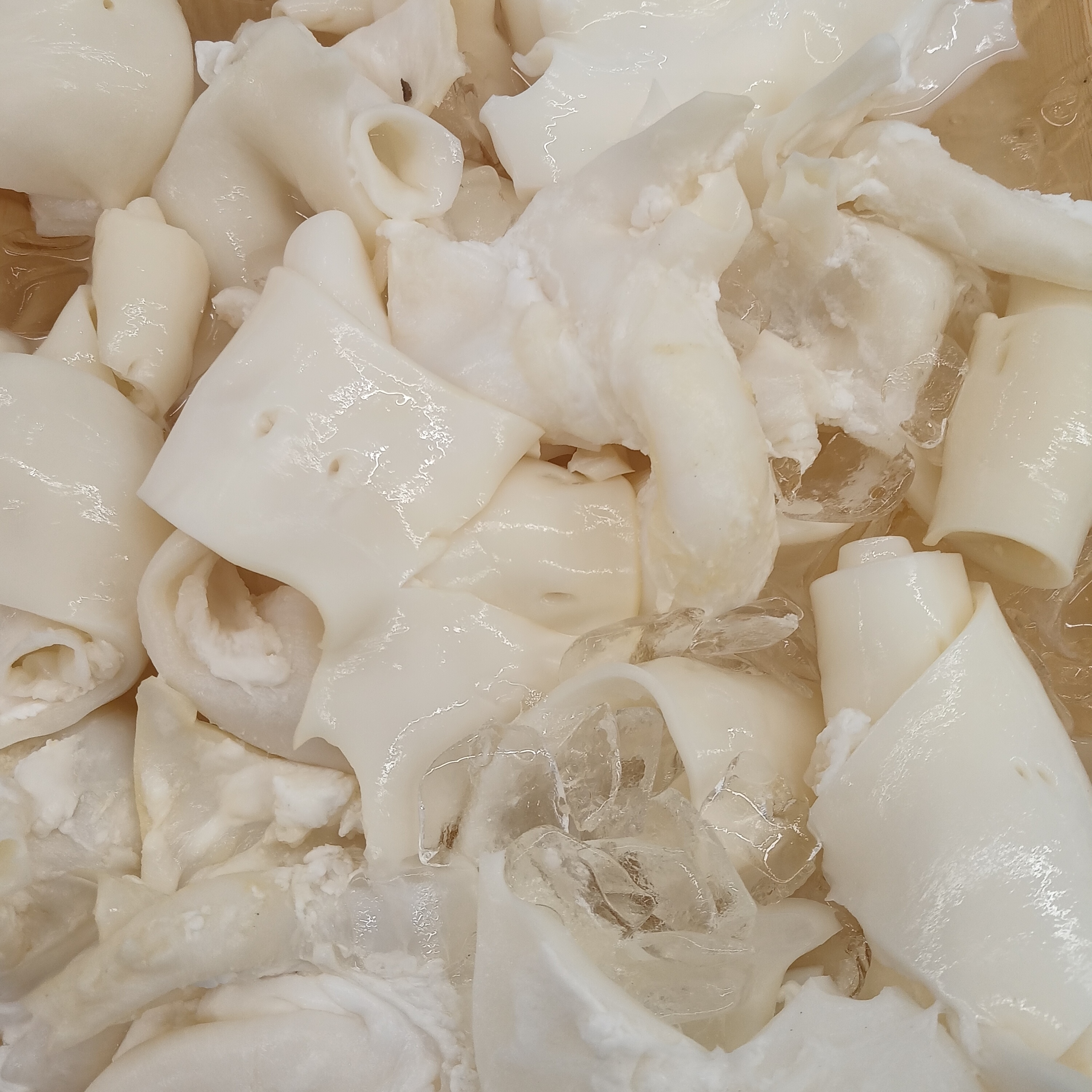
水发黄喉

黄喉是四川火锅中的一种食物，来自豬、牛等家畜的主動脈弓，（一般为主动脉，又称心管，常被误解为食管或气管）在火锅菜肴中又分为发制黄喉和鲜黄喉，在火锅中重要的特点就是爽脆。除了用在火鍋之外，也有製作為木耳炒黃喉之用。另外，在貴州菜中，有宮爆黃喉這道菜。台灣則以蔥爆、鹽烤為主。